# Littérature togolaise
La littérature togolaise désigne l'ensemble des littératures, orales et écrites, dans une des langues du Togo, autochtones ou importées, rédigées principalement par des Togolais (8 millions en 2022, pour 2 en 1970), y compris ceux des diasporas.

## Historique

### Tradition orale
La littérature orale traditionnelle relève essentiellement des proverbes et des contes. La tradition orale est la littérature fondamentale en Afrique et spécialement au Togo. Les grand-pères, surtout au soir du clair de lune, racontent et lèguent leur histoire à la nouvelle génération pour perpétuer leurs origines et leur vécu. Certains chasseurs, également poètes, sont aussi des initiateurs de la littérature orale par leurs chants ou leurs contes puisque eux tous travaillent en collaboration avec les rois ou reines pour consolider les traces raciales. 
Malheureusement, à l'époque ancienne, les enregistrements ou les écritures sont rares. Cependant certains connaissances de la littérature orale ont été sourcées, par exemple par des dessins sur bois ou sur murs, qui ont des significations particulières. Cette littérature orale, les écrivains ont pu la récapituler aujourd'hui jusqu'à devenir une littérature écrite en langue locale ou en langue importée comme le français. Les Togolais ont aussi pu garder cette tradition orale par un festival national.

### Débuts de la littérature écrite togolaise
Le découpage du pays par les colons allemands, français et anglais ne prend pas en compte les zones occupées par différentes populations, notamment les peuples éwé, fon et mina. Ce découpage se retrouve dans les œuvres écrites du vingtième siècle, notamment dans le travail de Félix Couchoro, revendiqué par le Bénin et par le Togo,. Il se retrouve aussi dans le choix de l'expression française par beaucoup d'écrivains locaux qui ne le pratiquent pourtant pas comme langue maternelle, trouvant le public de leur langue maternelle trop restreint.
Les premiers textes littéraires vus comme togolais datent du début des années 1950. On considère que David Ananou a publié un des premiers romans togolais, Le fils du fétiche, en 1955 ; le livre célèbre le christianisme et critique l'animisme. 
En 1958, Paul Akakpo Typamm publie le premier recueil de poèmes togolais reconnu, Poèmes et contes de l'Afrique, qui parle notamment d'anti-colonialisme. La tradition poétique continue avec le travail de Hubert Mensah Kponton, qui a aussi créé un musée à Lomé. Si la poésie ne gagne pas vraiment en popularité dans le pays, le théâtre, quant à lui, remporte immédiatement beaucoup de succès. En 1956, Anoumou Pedro Santos monte la pièce Fasi.

### Première vague de littérature après l'indépendance
Le théâtre togolais gagne en notoriété en 1963, avec la publication de L'Épreuve par Modeste d'Almeida et Gilbert Laclé. En 1972, Sénouvo Agbota Zinsou remporte le concours théâtral interafricain pour sa quatrième pièce, On joue la comédie. Le théâtre d'après l'indépendance occulte les romans pendant plusieurs années, mais le paysage politique contraint plusieurs dramaturges pionniers à l'exil.
En 1965, Henri Ajavon publie Datchi, l'esclave marronne dans la revue Eurafrique. En 1966, Francis Sydol publie un roman dont l'action se situe en Guinée, Qui donc est mon prochain ?. À cette période, la personne de lettres la plus connue du pays est Yves-Emmanuel Dogbé, romancier et propriétaire d'une maison d'édition, qui publie également un recueil de poésie. D'autres écrivains des années 1960 sont Victor Aladji.
En 1973, Mayé-Théophile Inawissi publie le recueil de poèmes Les demi-noirs demi-blancs, et deux ans plus tard paraît le recueil Clefs d'Anani Akakpo-Ahianyo.
En 1977, Zinsou obtient un prix au concours de Radio-France pour sa nouvelle L'ami-de-celui-qui-vient-directement-après-le-directeur.
En 1978, l'autrice Pyabelo Kouly Chaold publie ses Souvenirs,. En 1986, Gad Ami publie des romans, suivie de Christiane Akoua Ekué,.

### Littérature des années 1980
À Paris, à la fin des années 1970, Dogbé fonde la maison d'édition Akpagnon, qui fait naître une nouvelle génération d'écrivains togolais.
En 1980, Gnoussira Analla (1954-) publie le roman Morte saison. La même année, Komla Agbetiafa (1950 ?) et Yao Nambou publient les Contes du Togo. L'année suivante, Tété-Michel Kpomassie (1941-) publie son autobiographie, L'Africain du Groenland, qui devient le premier best-seller international du pays. Toujours en 1981, Julien Atsou Guenou (1950-) (1950-) édite son premier roman à compte d'auteur ; il gagne en popularité deux ans plus tard avec le roman Le Bonheur à l'arraché, publié dans la maison d'édition qu'il a fondée à Paris, Africa Media International. D'autres auteurs marquants des années 1980 sont Ayité Manko, Kossi Mawuli Agokla (1955-), Koffi Gomez (1941-), l'écrivain de nouvelles Towaly (1956-) et le dramaturge Anani Sename Amenyedzi.
Dans la même décennie, le théâtre regagne en vitalité : Kossi Efoui (1962-) et Kangni Alem (1968-) remportent coup sur coup le prix Tchicaya U'Tamsi du concours théâtral interafricain organisé par Radio France internationale. Le Festival du théâtre de la fraternité est organisé et met en avant de nombreux comédiens et metteurs en scène togolais.

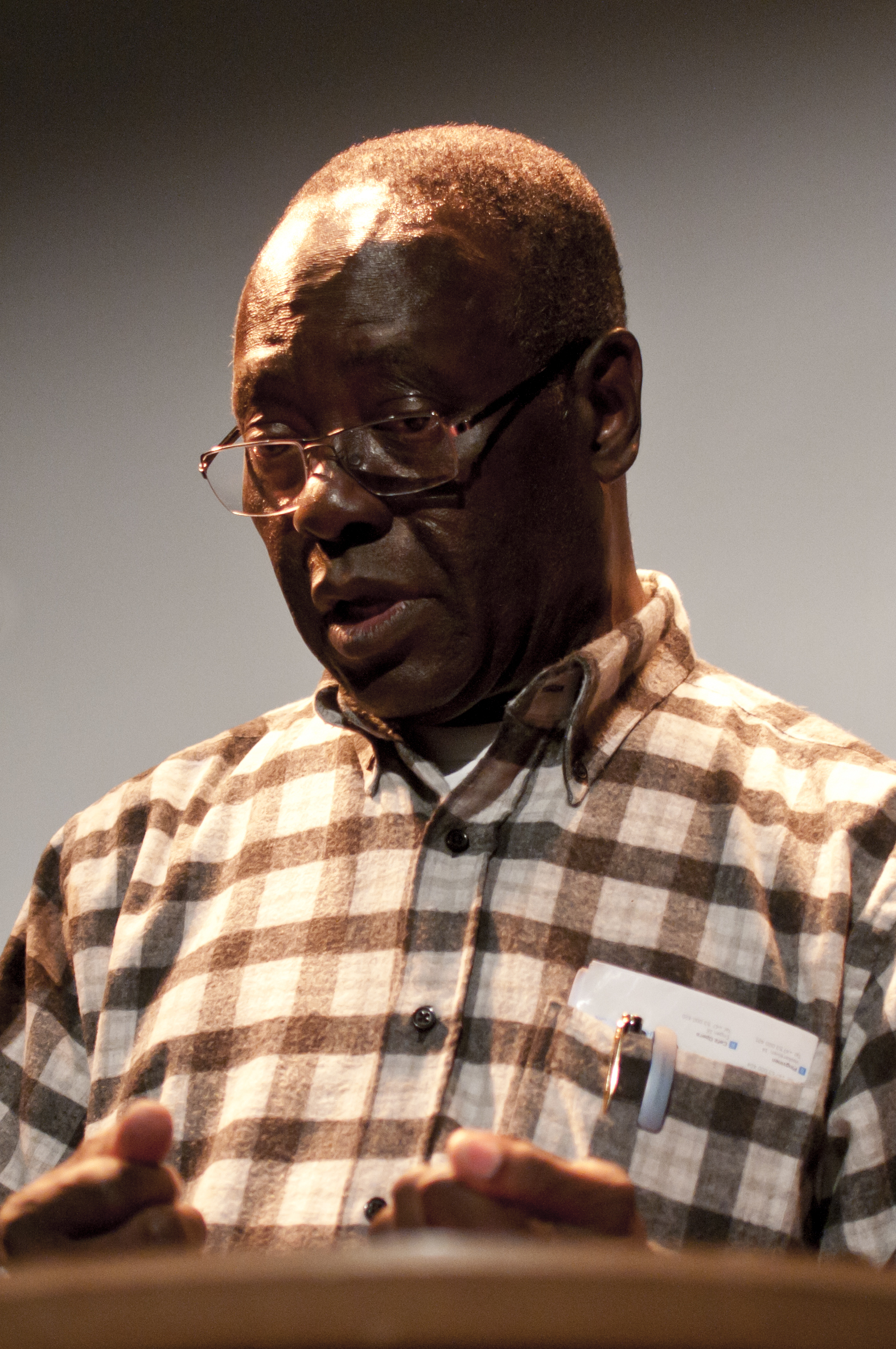
Tété-Michel Kpomassie (1941-)
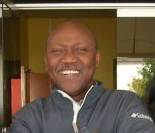
Jean-Jacques Dabla Towaly (1956-)
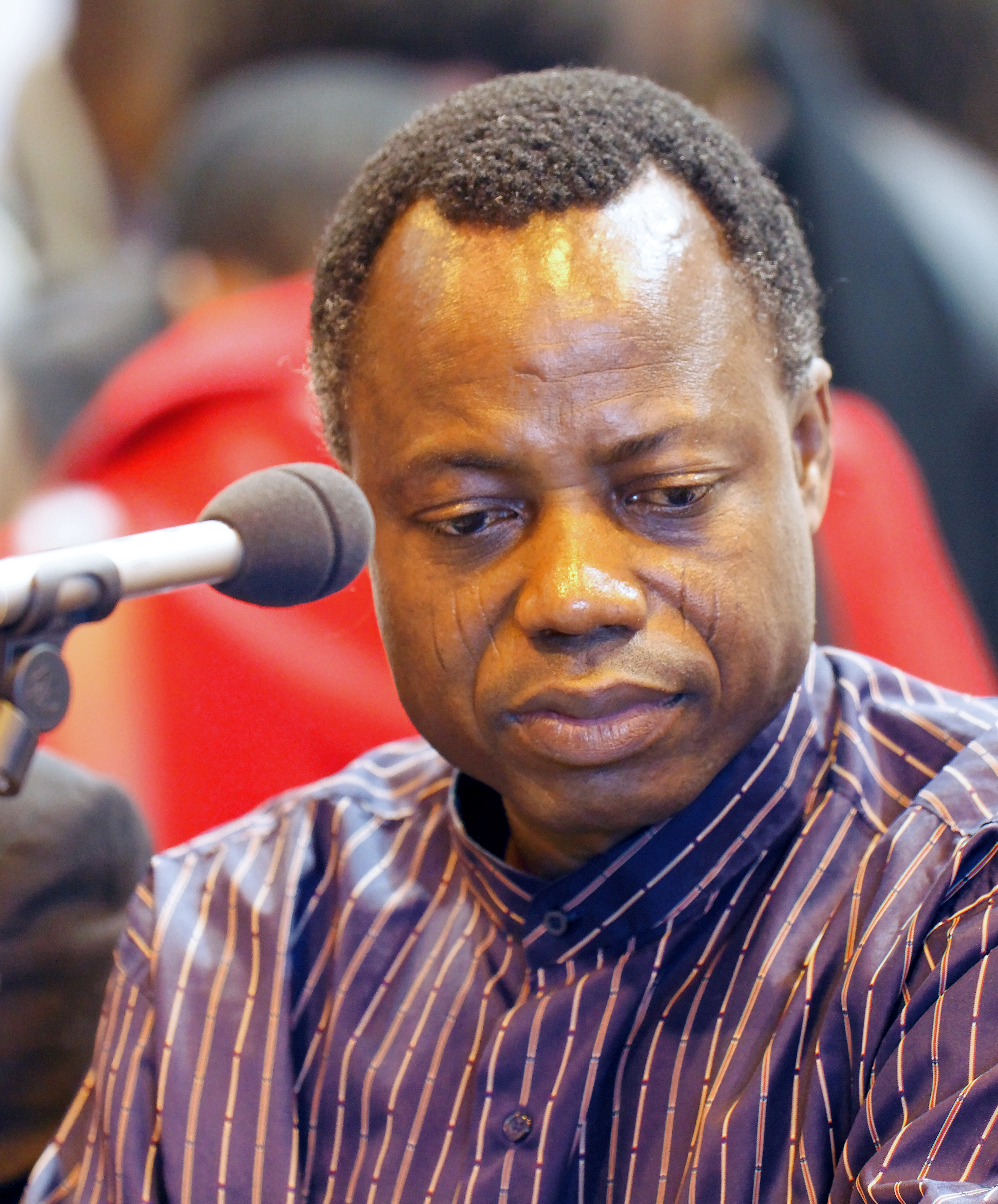
Sami Tchak (1960-)
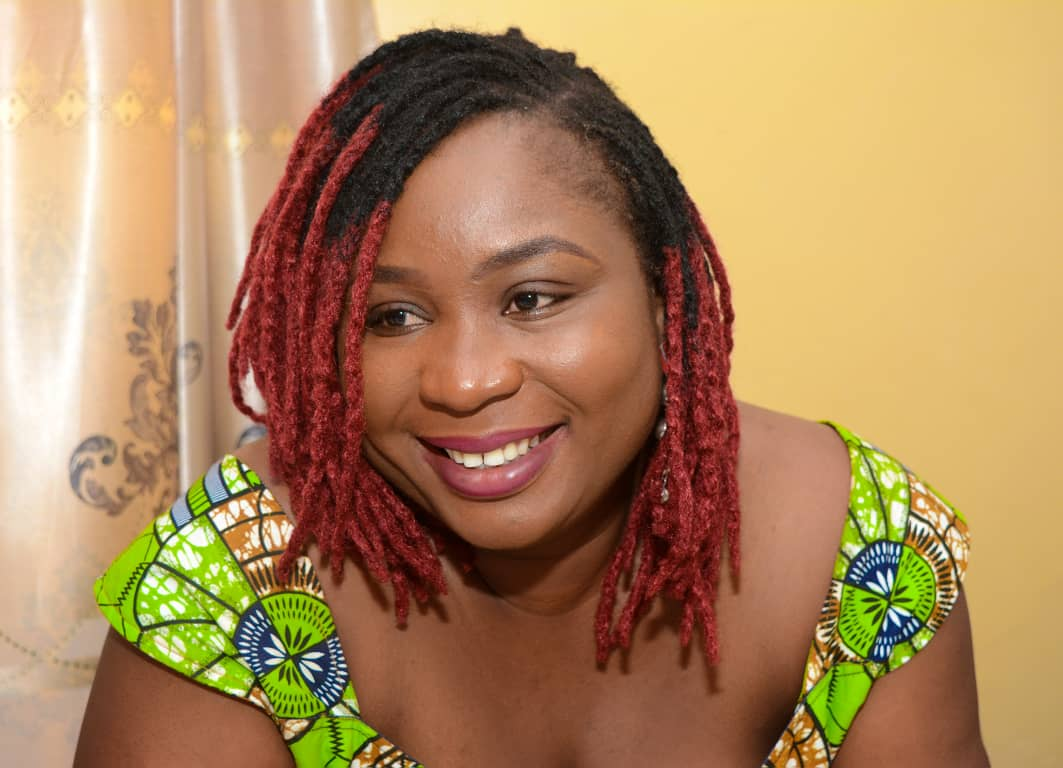
Marthe Fare (1985-)
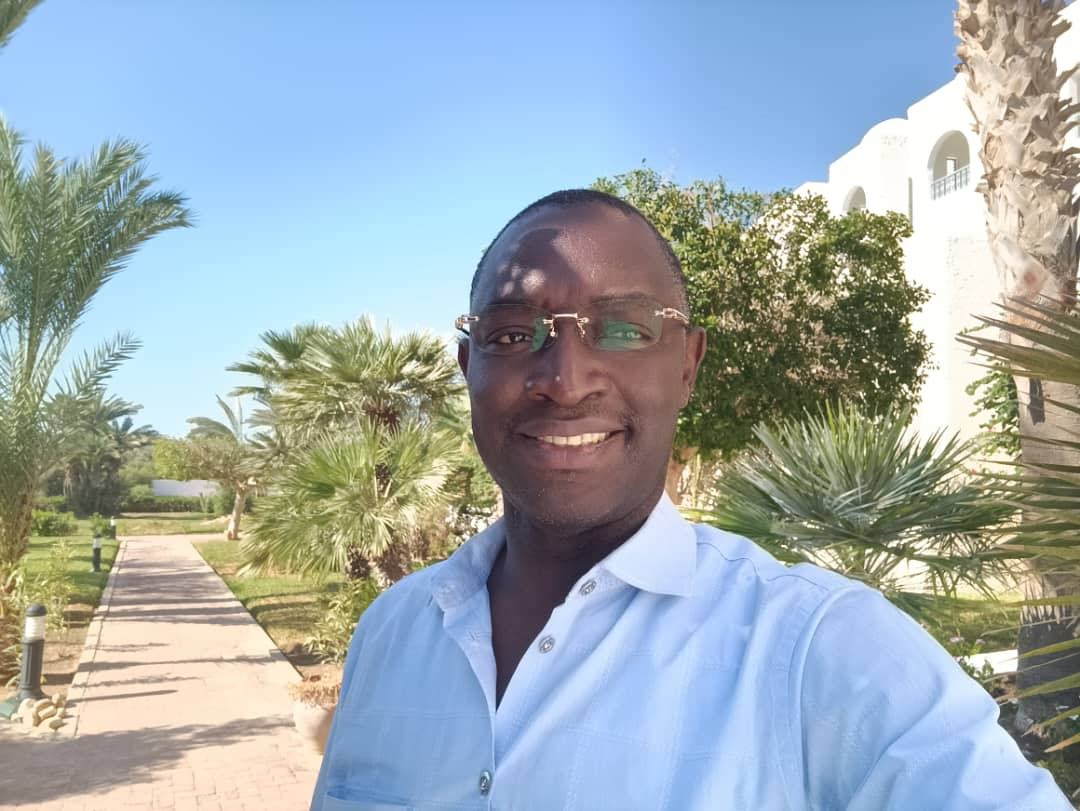
Steve Bodjona (1982-)

### XXIesiècle
Dans les années 2000, la littérature écrite regagne de l'ampleur. Kossi Efoui et Kangni Alem se reconvertissent dans les romans, et sont rejoints par Sami Tchak, Théo Ananissoh et Edem Awumey. Plusieurs de ces auteurs vivent à l'étranger, notamment en France, ce qui mène à des critiques de personnes togolaises affirmant ne pas se reconnaître dans leurs récits et références culturelles.
La littérature féminine gagne en ampleur avec les écrits de Jeannette Ahonsou-Abots, Emilie Anifrani Ehah, Laklaba Talakaena, Fatou Biramah, Lauren Ekué et Kouméalo Anaté. Henriette Akofa publie également une autobiographie retraçant son parcours d'esclave moderne. Il y a cependant peu de romancières togolaises par rapport aux hommes.

## Thèmes
Le découpage du pays par les colons allemands, français et anglais ne prend pas en compte les zones occupées par différentes populations, notamment les peuples éwé, fon et mina. Ce découpage se retrouve dans les œuvres écrites du vingtième siècle, notamment dans le travail de Félix Couchoro, Togolais mais aussi Dahoméen et Béninois. Les thèmes les plus communs sont ceux d'une expression de la vitalité des croyances ancestrales malgré les efforts d'anéantissement de la culture togolaise par la colonisation ; on y trouve par exemple beaucoup de références au vaudou. L’influence européenne est cependant perceptible, par exemple par le fait que les personnages portent souvent des prénoms chrétiens. 
Les écrivains togolais évoquent régulièrement les grands problèmes rencontrés par leur pays, le mélangeant avec une redéfinition du concept de différence : la préoccupation de nombreux romanciers togolais est de rendre compte du culturel, du social et du politique, ainsi que de faire prendre conscience des mauvaises gestions des différences au sein du pays. Dans la vague contemporaine, ils décrivent en détail la nature indomptable et les limites morales de l'humanité.

## Institutions
- Archives nationales du Togo
- Bibliothèque nationale du Togo (1969)
- Éditions Graines de Pensées (2005)
- Foire Internationale du Livre de Lomé (FI2L)[12]

### Distinctions littéraires
- Grand prix littéraire d'Afrique noire, depuis 1961
- Prix Tchicaya U Tam'si pour la poésie africaine, depuis 1989
- Prix littéraire de l'Association France-Togo (depuis 1985, avec des interruptions)[13]
- Prix littéraire Plumes d'argent (Université de Lomé)